# Dead Island Riptide
Dead Island Riptide – komputerowa przygodowa gra akcji wyprodukowana przez polskie studio Techland. Dead Island Riptide jest kontynuacją gry Dead Island wydanej w 2011 roku. Gra została wydana 21 kwietnia 2013.
Dead Island: Riptide jest grą akcji RPG, plasującą się w nurcie surviral horror. Wydana w kwietniu 2013 roku  przez Techland pod marką Deep Silver (część niemieckiej firmy Koch Media) dedykowana była na roku na platformę Windows, PlayStation 3 i Xbox 360. Gra jest drugą częścią wydanej w 2011 roku Dead Island i kontynuuje wątek fabularny zarysowany w pierwszej części. Pięciu ocalałych trafia na następna wyspę archipelagu Banoi, która także jest opanowana przez nieumarłych.

## Fabuła
Akcja Riptide rozpoczyna się w momencie, w którym kończy się pierwsza część gry. Czterech odpornych ocalałych- Logan Carter, były zawodnik amerykańskiego futbolu, Sam B, raper, Xian Mei, recepcjonistka z Hotelu na Banoi i Purna,  była funkcjonariuszka policji zwolniona za zabicie pedofila-  lądują na wojskowym statku po ucieczce z odciętej wyspy. Zostają bezpodstawnie zatrzymani i aresztowani przez Australijskie Siły Obrony, których przedstawicielami są pułkownik Sam Hardy i Frank Serpo, cywil. W swojej celi spotykają kolejnego odpornego ocalałego, sierżanta Johna Morgana, który twierdzi iż uczestniczył w misji humanitarnej na pobliskiej wyspie dopóki nie pojawił się Serpo i nie przerwał akcji.
Bohaterowie tracą przytomność pod wpływem środków znieczulających podanych podczas badania medycznego i odzyskują ją podczas  niespodziewanego szturmu nieumarłych, w trakcie którego Serpo ucieka helikopterem. Pozbawiony kontroli statek rozbija się o skały, jednak odpornym udaje się przetrwać katastrofę. Na brzegu wyspy znajduje ich i budzi Harlow, badaczka Światowej Organizacji Zdrowia, która informuje ich o rozprzestrzenianiu się infekcji. Po uratowaniu obozu (nieodpornych) ocalałych, natrafiają na pułkownika Hardiego. Bohaterowie obwiniają wojskowego za bezprawne zatrzymanie ich i spowodowanie katastrofy statku. Hardy utrzymuje, iż miał związane ręce, a jego mocodawcą był Serpo i organizacja, którą reprezentował. Jej naczelnym zainteresowaniem była nie ochrona ocalałych, a wykorzystanie szczepu Kuru, odpowiedzialnego za wybuch epidemii, do celów militarnych. W razie niepowodzenia planowano oczyścić wyspę atakiem nuklearnym i zatrzeć wszelkie ślady.
Zgodnie z sugestią Hardiego, odporni wraz z pozostałymi ocalałymi decydują się na podróż do miasta Henderson, licząc na pomoc pobliskiej bazy wojskowej. W trakcie eksploracji wyspy okazuje się, iż wszystkie mosty wiodące do Henderson zostały zerwane, a łodzie nie są sprawne. Jedynym sposobem na dotarcie do Henderson jest przeprawa promem ze stacji, do której prowadzi sieć tuneli wybudowanych w trakcie drugiej wojny światowej. Niestety, tunele pełne są chemikaliów. Na domiar złego doktor Kessler, szef ośrodka badawczego znajdującego się w dżungli, twierdzi, iż wirus powstał wskutek działania mutagenów takich jak wojskowe odpady. Przestrzegł też odpornych przed nadmiernym wystawianiem się na działanie tych środków, gdyż może to doprowadzić do dalszych mutacji, których mogą dłużej nie tolerować.
Podczas oczyszczania tuneli oporni ocalali oddzielają się od nieodpornych. Jeden ze zwykłych ocalałych zostaje zaatakowany przez nieumarłych i staje się nosicielem wirusa. Harlow postanowiła  wepchnąć go w kałużę chemikaliów, żeby zobaczyć skutek kontaktu z mutagenem; ocalały zamienia się w gigantycznego potwora, którego wspólnym wysiłkiem udaje się pokonać. W trakcie akcji odbijania molo opanowanego przez uciekinierów z pobliskiego więzienia, odporni wpadają w niekontrolowany, niezależny od nich szał. Kessler dopatruje się przyczyn tej furii w kontakcie z wyziewami z radioaktywnych beczek, na które natrafiali w tunelach. Zapewnił jednak ocalałych, iż wszystko powinno być dobrze, jeśli uda im się unikać dalszego kontaktu z mutagenami. Ocalali docierają do Henderson i chronią się w kinie. W trakcie odbijania oblężonego budynku Harlow znika bez śladu.
Odporni docierają do bazy wojskowej opanowanej przez nieumarłych. Podczas penetrowania koszarów nawiązują kontakt z Serpo, który wyjawia im, iż nie planowano żadnego ataku nuklearnego, Banoi ma się dobrze, a Hardiemu nie można ufać. Oferuje też wysłanie helikoptera by ewakuować ocalałych. Po powrocie do kina, ocalali przypierają Hardiego do muru. Wojskowy przyznał, iż zmyślił groźbę ataku nuklearnego tylko po to by zmusić ocalałych do akcji. Twierdzi też, iż to Serpowi nie wolno wierzyć, gdyż zależy mu tylko na ponownym pojmaniu odpornych i kontynuowaniu badań nad wirusem; los pozostałych ocalałych był mu całkowicie obojętny.
Wysłany przez Serpa helikopter dociera do dachu kina, z którego miała odbywać się ewakuacja. Hardy postanawia wsiąść jako pierwszy, by obnażyć prawdziwe intencje Serpa.  Gdy wojskowy nie ulega i nie zgadza się przepuścić odpornych, zostaje zabity przez żołnierzy będących pod komendą Serpa. W odwecie ocalali decydują się na zestrzelenie helikoptera.
Ocalali docierają do miejsca katastrofy helikoptera. Bohaterowie odnajdują Serpa chroniącego się w pobliskich ruinach. W trakcie dość nerwowej rozmowy Serpo utrzymuje, że to Harlow jest niebezpieczna. Nie dość, że jest odporna, to jest terrorystką starająca się dobrać do danych na temat wirusa i szczepionki znajdującej się w strefie kwarantanny. Gdy ocalali szturmują laboratorium w, znajdują Harlow. Ta twierdzi, iż wybuch epidemii był celowym działaniem organizacji paramilitarnej, a szczepionka nigdy nie istniała. Co gorsza, przeprowadziła również i na sobie eksperyment wystawiając się na działanie mutagenów. Przekonana, iż odporni są zbyt niebezpieczni, by pozwolić im żyć i rozprzestrzeniać chorobę dalej, postanawia ich zabić. By odeprzeć furiacki atak Harlow, odporni zmuszeni się na wstrzyknięcie porcji mutagenu.
Odporni podczas próby opuszczenia wyspy po raz kolejny natrafiają na Serpa, który tym razem gra w otwarte karty i przyznaje się do orkiestrowania całej epidemii. Obiecuje im jednak pomoc medyczną, jeśli zdecydowaliby się zostać razem z nim. Odporni zostawiają go jednak nieumarłym i uciekają z wyspy łodzią wraz z pięcioma innymi ocalałymi. Sześć dni później,  łódź dobija do brzegu kolejnej wysepki archipelagu. Z wnętrza słychać warczenie, a ostatnią klatką outra jest widok przekręcającej się gałki drzwi.

## Marketing i zapowiedzi
Gra została zapowiedziana w czerwcu 2012 roku. We wrześniu wypuszczono pierwszy teaser, zaś w listopadzie  ukazał się klip muzyczny do piosenki "No Room in Hell", wykonywanej przez raper Josefa "J7" Lorda (w klipie występującego jako raper Sam B, jedna z głównych postaci Dead Island) oraz Chamilionaire'a. Nowy trailer wypuszczony w marcu 2013 zatytułowany "They Thought Wrong" pokazywał gameplay, postacie i przeciwników.

## Kontrowersje
Statuetka z włókna szklanego jako gratis w edycji Przynęta na Zombie (Zombie Bait). W styczniu 2013 Deep Silver ogłosiło, iż Dead Island: Riptide będzie dostępne w edycji "Przynęta na Zombie", która zawierać będzie statuetkę krwawego, pozbawionego kończyn kobiecego torsu w bikini. Materiały marketingowe opisywały ją jako "nawiązanie do ikonicznej rzymskiej rzeźby torsu" (Wenus z Milo) i "uderzająco (ekstremalny) obiekt rozmów". Wersja przeznaczona na rynek amerykański miała bikini w paski i gwiazdki, podczas gdy jej europejski odpowiednik miał wzór w flagę brytyjską. Statuetka sprowokowała przytłaczająco negatywną reakcję branży komputerowej i publiki.
Dziennikarze opisali statuetkę jako "obrzydliwą" o coś, czego nawet socjopata nie chciałby kupić albo jako "kolejny podręcznikowy przykład najbardziej ekstremalnej mizoginistycznej fantazji; zredukowanie kobiety wyłącznie do jej piersi. Obrzydliwie wyeksponowane rany i kości przebijające się przez skórę, ogromne piersi przesłonięte wyłącznie pasemkiem materiału."
W ciągu kilku godzin po zapowiedzi, brytyjska gałąź Deep Silver wypuściła oświadczenie, w którym "przeprosiła za wszelkie niezadowolenie" i że "szczerze żałują swojej decyzji" podkreślając jednocześnie "iż głęboko przepraszają i obiecują drugi raz nie popełnić takiego błędu". Amerykańska gałąź  wyparła się brania udziału w akcji promocyjnej. Niemniej, w kwietniu 2013, media poinformowała, że Przynęta na Zombie, zawierającą ową sylwetkę z okaleczonym torsem - wciąż była w sprzedaży na terenie Europy i Australii.

## Wydania
Dead Island: Riptide wydawana była w różnych edycjach. Do tej pory były to wersja standardowa, limitowana, specjalna, edycja "ocalały" (survivor), wersja kolekcjonerska Rigor Mortis (Rigor Mortis Collector's' edition), i Przynęta na Zombie (Zombie Bait), z różnymi fizycznymi (notatniki, figurki, otwieracze do butelek) i elektronicznymi (bronie i skiny postaci) dodatkami.